# 大野順末

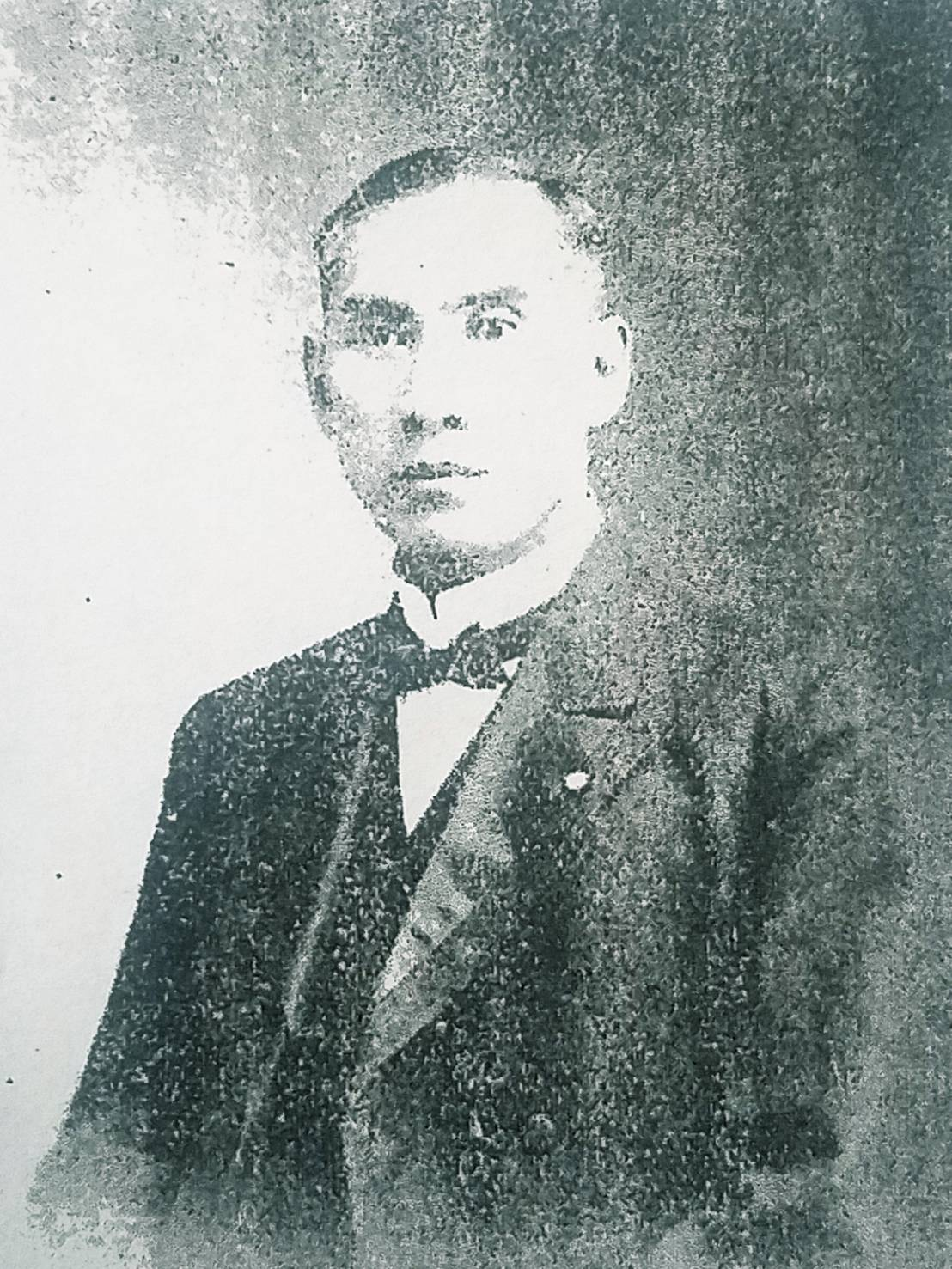
大野順末

大野順末（おおの じゅんまつ、1877年（明治10年）10月 - 1954年（昭和29年）10月）は、日本の実業家、政治家。
初代大泊町町長、樺太銀行専務取締役。

## 経歴
石川県江沼郡瀬越村（現在の加賀市大聖寺瀬越町）出身。1877年（明治10年）10月本谷惣次郞の四男として生まれる。
1897年（明治30年）大阪高等商業学校を卒業した後北海道に渡り、小樽の板谷商船に入社する。数年後適齢と共に陸軍に入隊し、満期後も再役して陸軍二等主計となる。
1906年（明治39年）に樺太へ渡島して商界に従事する。米穀雑貨酒造業を営み豊原に支店を構える。1911年（明治44年）に小樽に本店を設ける。
樺太銀行専務取締役に就任。
山九大野商事株式会社を創立し代表社員を務め、貿易業、物流業、運行業等を展開する。
大泊町会議長、大泊商工会議所会頭を兼任し、その後在郷軍人大泊支部管内総合会長に就任する。
推薦の後、1922年（大正11年）3月31日大泊町初代町長に就任した。
その後、1925年（大正14年）6月、1929年（昭和4年）6月と、計三度に渡り町長を歴任する。

## 人物
貿易業、金融業、物流業などの事業を広く展開し、生涯樺太の商工産業の発展に尽力した人物として知られている。
1925年（大正14年)、皇太子裕仁親王（後の昭和天皇）が、樺太を訪問した際には大泊町町長として直接出迎え、大泊町での行啓を共にした。